# Spartak Ivano-Frankivsk
Spartak Ivano-Frankivsk (Oekraïens: Народний футбольний клуб «Спартак» Івано-Франківськ) is een Oekraïense voetbalclub uit de stad Ivano-Frankivsk.
De club werd in 1940 opgericht. In 1981 nam de club de naam Prikarpatje Ivano-Frankovsk aan. In 1992 was de club medeoprichter van de Oekraïense hoogste klasse na de onafhankelijkheid van het land en werd de naam volgens de Oekraïense spelling geschreven als Prikarpattja Ivano-Frankivsk. De competitie was verdeeld in 2 groepen van 10. Prikarpattja werd 9de en kwalificeerde zich niet voor het volgend seizoen, een eenvormige competitie met 16 clubs. De club promoveerde terug in 1994 en werd 11de op 18 clubs. De club slaagde er tot dusver nog niet in om beter te eindigen. In 1999 speelde de club een barragewedstrijd tegen een 2de klasser voor het behoud en won de wedstrijd, maar het was slechts uitstel van executie. Het volgende seizoen degradeerde de club.
In de 2de klasse (Persja Liha) ging het al niet veel beter met een 14de plaats op 18 clubs. Het volgende seizoen kreeg de club enigszins eerherstel met een 5de plaats. In 2003 degradeerde de club echter, toch bleef de club in de 2de klasse. Lukor Kaloesj, een reserveteam van de club werd kampioen in de 3de klasse. De 2 clubs wisselden en bleven in hun reeks, de naam werd nu Spartak Ivano-Frankivsk en Lukor Kaloesj werd nu Prikarpattja Kaloesj, tijdens de winterstop veranderde de club de naam in Spartak-2 Kaloesj. Spartak werd 6de in 2003/04, de volgende seizoenen eindigde de club in de middenmoot.
Door financiële problemen verzeilde de club in de derde klasse (Druha Liha). Fakel Ivano-Frankivsk nam intussen de fakkel over als beste club van de stad en doopte zich om in FSC Prikarpattja.